# Uvalda
Uvalda è un comune degli Stati Uniti d'America, situato nello Stato della Georgia, nella contea di Montgomery.